# Libnotes (Neolibnotes) samoensis samoensis
Libnotes (Neolibnotes) samoensis samoensis is een ondersoort van de tweevleugelige Libnotes (Neolibnotes) samoensis uit de familie steltmuggen (Limoniidae). De ondersoort komt voor in het Australaziatisch gebied.